# Saint-Lambert-et-Mont-de-Jeux
Saint-Lambert-et-Mont-de-Jeux è un comune francese di 186 abitanti situato nel dipartimento delle Ardenne nella regione del Grand Est.

## Storia

### Simboli
Lo stemma comunale è stato adottato il 4 dicembre 2000.

## Società

### Evoluzione demografica
Abitanti censiti